# Batara à dos noir
Thamnophilus melanonotus
Espèce
Statut de conservation UICN

 LC  : Préoccupation mineure
Le Batara à dos noir (Thamnophilus melanonotus) est une espèce de passereaux d'Amérique du Sud de la famille des Thamnophilidae.

## Distribution
Cet oiseau se rencontre dans le nord de la Colombie et dans le nord-ouest du Venezuela.

## Taxonomie
synonymeSakesphorus melanonotus